# Heilig-Kreuz-Kirche (Münster)

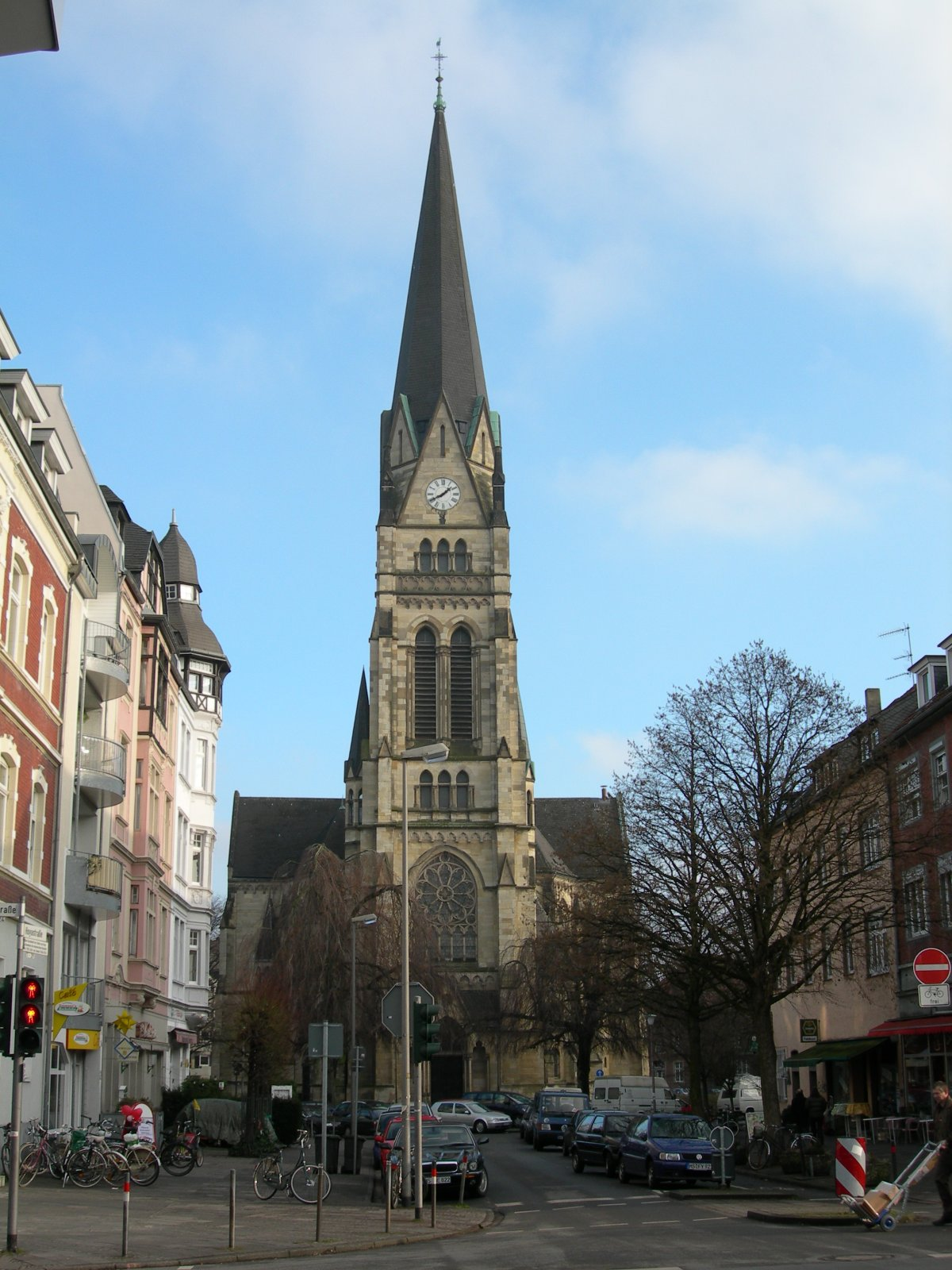
Heilig-Kreuz von Westen (2006)

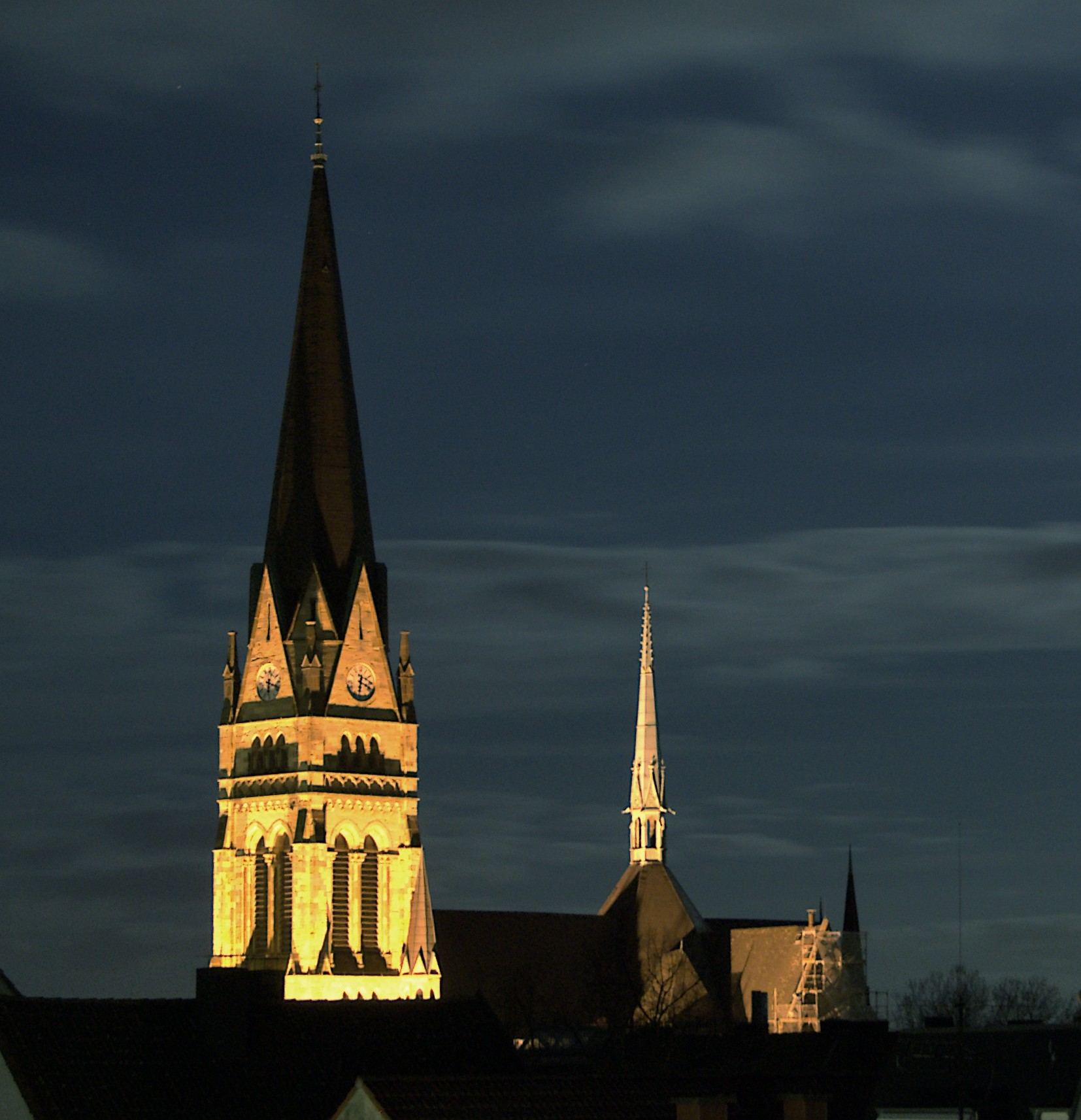
Blick von Südwesten, Abendbeleuchtung (2010)

Die römisch-katholische Pfarrkirche Heilig Kreuz in Münster (im Münsteraner Volksmund meist Kreuzkirche genannt) bildet den Mittelpunkt des nördlich des Promenadenrings gelegenen Kreuzviertels. Ihre Pfarrgemeinde gehört zum Stadtdekanat Münster des Bistums Münster.

## Architektur
Die Heilig-Kreuz-Kirche ist eine neugotische Basilika auf Kreuzgrundriss. Die Vierung ist sternförmig erweitert und trägt auf dem hier erhöhten Dach einen schlanken Dachreiter. Der Kirchturm hat eine Höhe von 87 Metern.

## Geschichte
Erbaut wurde die Kirche von 1899 bis 1902 nach Plänen von Bernhard und Hilger Hertel. Zunächst Rektoratskirche der Pfarrgemeinde Liebfrauen-Überwasser, wurde sie 1905 zur Pfarrkirche erhoben. 1908 wurde der Turm fertiggestellt.
Bis zum Wiederaufbau des St.-Paulus-Domes nach dem Zweiten Weltkrieg diente die Heilig-Kreuz-Kirche als Prokathedrale. Im Jahr 1946 feierte der neu ernannte Kardinal Clemens August Graf von Galen dort nach seiner Rückkehr aus Rom am 17. März 1946 sein erstes und einziges Pontifikalamt als Kardinal, und nur fünf Tage später fand an selber Stelle das Pontifikalrequiem für den plötzlich verstorbenen Kardinal statt.
Pfarrer Thomas Frings, der zugleich Kunstbeauftragter des Bistums ist, ließ Anfang der Fastenzeit 2013 im Kirchturm ein weithin sichtbares violettes LED-Licht installieren, das die für die Fastenzeit typische Farbgebung trägt und seit Aschermittwoch, 13. Februar 2013, statt der sonst üblichen Beleuchtung per Zeitschaltuhr zwischen 18 Uhr abends und ein Uhr nachts sowie morgens von fünf bis sieben Uhr eingeschaltet wurde.
Seit August 2015 befindet sich am Turm der Kreuzkirche ein beleuchteter Schriftzug mit den vier Worten "Ja, ich bin da", gefertigt aus etwa einen Meter hohen Buchstaben. Je eines der Worte des Schriftzuges ist auf einer der Seiten des Turmes untergebracht, oberhalb der Turmuhr. Vorbild für diese Installation ist eine Installation am Turm einer Kirche in Amsterdam.

## Orgeln
Die Orgel der Kreuzkirche wurde 1904 bis 1908 von Friedrich Fleiter (Münster) erbaut. In den 1960er Jahren wurde die Orgel umgebaut. Diese Veränderungen wurden in den Jahren 2001–2003 durch die Orgelbaufirma Fleiter rückgängig gemacht. Das Instrument wurde technisch überholt und in einem neuen Gehäuse aufgestellt. Das Pfeifenwerk wurde nach dem historischen Zustand rekonstruiert. Die Disposition wurde um sechs Register erweitert (in der Übersicht mit n gekennzeichnet) und das Instrument mit einer elektrischen Setzeranlage ausgestattet. Die Orgel hat Schleifladen, die Spieltrakturen sind mechanisch, die Registertrakturen sind elektrisch.
| I Hauptwerk C–g3 |                 |         |   |
| 1.               | Großprincipal 0 | 16′     | n |
| 2.               | Bordun          | 16′     |   |
| 3.               | Principal       | 08′     |   |
| 4.               | Hohlflöte       | 08′     |   |
| 5.               | Flaut major     | 08′     |   |
| 6.               | Gamba           | 08′     |   |
| 7.               | Oktave          | 04′     |   |
| 8.               | Rohrflöte       | 04′     |   |
| 9.               | Quinte          | 02 ⁄3′0 |   |
| 10.              | Octave          | 02′     | n |
| 11.              | Cornett III     | 02 ⁄3′  |   |
| 12.              | Mixtur V        | 01 ⁄3′  |   |
| 13.              | Trompete        | 08′     |   |

| II Schwellwerk C–g3 (g4) |                   |          |   |
| 14.                      | Großgedackt       | 16′      |   |
| 15.                      | Geigenprincipal 0 | 08′      |   |
| 16.                      | Lieblich Gedackt  | 08′      |   |
| 17.                      | Salicional        | 08′      |   |
| 18.                      | Vox coelestis     | 08′      |   |
| 19.                      | Principal         | 04′      |   |
| 20.                      | Traversflöte      | 04′      |   |
| 21.                      | Waldflöte         | 02′      |   |
| 22.                      | Terz              | 01 3⁄5′0 |   |
| 23.                      | Quinte            | 01 ⁄3′   |   |
| 24.                      | Mixtur IV         | 01′      | n |
| 25.                      | Basson            | 16′      | n |
| 26.                      | Oboe              | 08′      |   |
| 27.                      | Trompete          | 04′      | n |
|                          | Tremulant         |          |   |

| Pedal C–f1 |                 |      |   |
| 28.        | Untersatz       | 32′  | n |
| 29.        | Contrabass      | 16′  |   |
| 30.        | Violon          | 16′  |   |
| 31.        | Harmonicabass 0 | 16′  |   |
| 32.        | Subbass         | 16′  |   |
| 33.        | Principalbass   | 08′0 |   |
| 34.        | Cello           | 08′  |   |
| 35.        | Choralbass      | 04′  |   |
| 36.        | Posaune         | 16′  |   |
| 37.        | Trompete        | 08′  |   |
| 38.        | Clairon         | 04′  |   |

- Koppeln:
  - Normalkoppeln: II/I, I/P, II/P.
  - Superoktavkoppeln: II/I, II/II
  - Suboktavkoppeln: II/I, II/II
- Nebenregister: Zimbelstern (2003)
- Spielhilfen: 2000-fache elektrische Setzeranlage,
- Anmerkung:

n = Register von 2003
Seit 2019 steht im Chorraum ein mobiler Spieltisch für die Hauptorgel mit integriertem Orgelpositiv, erbaut von Orgelbau Fleiter. Das Orgelpositiv hat die fünf Register Bordun 8′, Flöte 4′ (Extension zu Bordun 8′), Nasard 2 2⁄3′ (ab c0, Auszug aus Quinte 1 1⁄3′), Flöte 2′ (Extension zu Bordun 8′) und Quinte 1 1⁄3′ und kann von beiden Manualen des neuen Spieltisches angespielt werden.

## Glocken
Das Geläut besteht aus vier Bronzeglocken aus dem Jahre 1952, gestimmt auf des′, es′, f′ und as′. Kurz vor Weihnachten 2014 wurde das Geläut erneuert. Dabei wurden neue Holzjoche, neue Klöppel und neue Motoren eingebaut.